# 謝景星
謝景星，字天瑞，直隸廣平府邯郸县人。明朝政治人物。

## 生平
成化十六年（1480年）庚子科順天鄉試舉人，成化二十年（1484年）甲辰科進士，授来安县知縣，丁憂，補東安縣。升開封府同知，躬親案牘，參伍勾考，宿弊盡革。受檄督修貢院，踰月讫工，擢知漢中府。漢中山谷险阻，流民多竄穴其間，景星編為户籍，俾主客俱得所。治礦徒，恤栈驿，善政甚多。

## 家族
父謝賓，歲貢，官沂水丞。